# Ryan Hall
Ryan Hall, (Arlington, 22 de Fevereiro de 1985) é um lutador de artes marciais mistas e grappler americano, atualmente competindo na divisão dos penas do Ultimate Fighting Championship.

## Início
Hall é formado em Engenharia Elétrica pela Manhattan College em Bronx, Nova Iorque.

## Incidente na Pizzaria
Em 2011, viralizou um vídeo que mostrava Hall usando o grappling para  técnicas de defesa pessoal contra um homem agressivo e maior que ele, enquanto jantava em uma pizzaria. No vídeo, Hall derruba o homem com um Double Leg e fica na posição de montada. Depois, ele aplica um estrangulamento até a chegada da polícia.

## Carreira no MMA

### The Ultimate Fighter
Em 31 de Agosto de 2015, foi anunciado que Hall estaria participando do The Ultimate Fighter: Team McGregor vs. Team Faber representando os EUA.
Na luta de abertura, Hall enfrentou o compatriota Johnny Nunez. Ele venceu via finalização com uma chave de calcanhar no primeiro round.
Hall representou o Time USA na primeira luta eliminatória da temporada enfrentando o sueco Frantz Slioa. Ele novamente venceu via chave de calcanhar no primeiro round. Com isso, se classificou para as quartas de final, onde perdeu pra Saul Rodgers por decisão majoritária. Rogers se classificou para a final, mas teve problemas com documentação, o que fez com que fosse substituído por Hall na final do  The Ultimate Fighter 22 Finale. Hall derrotou Lobov por decisão unânime para se tornar o campeão peso leve do Ultimate Fighter 22.

### Ultimate Fighting Championship
Hall era esperado para enfrentar Alex White em 13 de Julho de 2016 no The Ultimate Fighter 24 Finale. Entretanto, a luta foi cancelada devido a uma lesão de White.
Hall enfrentou Gray Maynard em 3 de Dezembro de 2016 no The Ultimate Fighter 24 Finale. Ele venceu via decisão unânime.
Hall faced B.J. Penn em 29 de Dezembro de 2018 no UFC 232: Jones vs. Gustafsson II. Ele venceu via finalização com uma chave de calcanhar no primeiro round. Esta vitória lhe rendeu um bônus de Performance da Noite.
Hall enfrentou Darren Elkins em 13 de Julho de  2019 no UFC Fight Night: de Randamie vs. Ladd. Ele venceu via decisão unânime.

## Cartel no MMA
| Cartel no MMA   |            |            |
| 11 lutas        | 9 vitórias | 2 derrotas |
| Por nocaute     | 2          | 1          |
| Por finalização | 3          | 0          |
| Por decisão     | 4          | 1          |

| Res.    | Cartel | Oponente              | Método                           | Evento                                                    | Data       | Round | Tempo | Local                     | Notas                                       |
| ------- | ------ | --------------------- | -------------------------------- | --------------------------------------------------------- | ---------- | ----- | ----- | ------------------------- | ------------------------------------------- |
| Vitória | 9-2    | Darrick Minner        | Decisão (unânime)                | UFC 269: Oliveira vs. Poirier                             | 11/12/2021 | 3     | 5:00  | Las Vegas, Nevada         |                                             |
| Derrota | 8-2    | Ilia Topuria          | Nocaute (socos)                  | UFC 264: Poirier vs. McGregor 3                           | 10/07/2021 | 1     | 4:47  | Las Vegas, Nevada         |                                             |
| Vitória | 8-1    | Darren Elkins         | Decisão (unânime)                | UFC Fight Night: de Randamie vs. Ladd                     | 13/07/2019 | 3     | 5:00  | Sacramento, California    | Retorno aos Penas.                          |
| Vitória | 7-1    | B.J. Penn             | Finalização (chave de calcanhar) | UFC 232: Jones vs. Gustafsson II                          | 29/12/2018 | 1     | 2:46  | Inglewood, California     | Luta nos Leves ; Performance da Noite..     |
| Vitória | 6-1    | Gray Maynard          | Decisão (unânime)                | The Ultimate Fighter: Tournament of Champions Finale      | 03/12/2016 | 3     | 5:00  | Las Vegas, Nevada         | Volta aos Penas.                            |
| Vitória | 5-1    | Artem Lobov           | Decisão (unânime)                | The Ultimate Fighter: Team McGregor vs. Team Faber Finale | 11/12/2015 | 3     | 5:00  | Las Vegas, Nevada         | Ganhou o The Ultimate Fighter 22 nos Leves. |
| Vitória | 4-1    | Ryan Hogans           | Finalização (chave de calcanhar) | UCL: Torres vs. Choate                                    | 31/05/2014 | 1     | 1:53  | Hammond, Indiana          |                                             |
| Vitória | 3-1    | Leonardo Perez        | Nocaute Técnico (socos)          | Fight Lab 35: Misery Loves Company 6                      | 08/02/2014 | 3     | 1:44  | Charlotte, North Carolina |                                             |
| Vitória | 2-1    | Maged Hammo           | Finalização (mata leão)          | Challenge MMA 2: Think Big                                | 17/08/2013 | 1     | 2:43  | Montreal, Quebec          |                                             |
| Vitória | 1-1    | Phillip Deschambeault | Nocaute Técnico (socos)          | Slamm 1: Garcia vs. Lamarche                              | 30/11/2012 | 1     | 1:41  | Montreal, Quebec          |                                             |
| Derrota | 0-1    | Eddie Fyvie           | Decisão (unânime)                | Reality Fighting 12: Return to Boardwalk Hall             | 29/04/2006 | 3     | 3:00  | Atlantic City, New Jersey |                                             |

## Cartel de Exibição no MMA
| Cartel no MMA   |            |           |
| 2 lutas         | 2 vitórias | 0 derrota |
| Por nocaute     | 1          | 0         |
| Por finalização | 1          | 0         |
| Por decisão     | 0          | 0         |

| Res.    | Cartel | Oponente     | Método                           | Evento                                             | Data       | Round | Tempo | Local             | Notas                            |
| ------- | ------ | ------------ | -------------------------------- | -------------------------------------------------- | ---------- | ----- | ----- | ----------------- | -------------------------------- |
| Derrota | 2–1    | Saul Rogers  | Decisão (majoritária)            | The Ultimate Fighter: Team McGregor vs. Team Faber | 25/11/2015 | 2     | 5:00  | Las Vegas, Nevada | Quartas de Final do TUF 22.      |
| Vitória | 2–0    | Frantz Slioa | Finalização (chave de calcanhar) | The Ultimate Fighter: Team McGregor vs. Team Faber | 16/09/2015 | 1     | 1:52  | Las Vegas, Nevada | Round eliminatório do TUF 22.    |
| Vitória | 1–0    | Johnny Nunez | Finalização (chave de calcanhar) | The Ultimate Fighter: Team McGregor vs. Team Faber | 16/09/2015 | 1     | 0:43  | Las Vegas, Nevada | Round classificatório do TUF 22. |